# Cataulacus marginatus
Cataulacus marginatus é uma espécie de formiga do gênero Cataulacus, pertencente à subfamília Myrmicinae.